# عين بن بيضاء
عين بن بيضاء إحدى بلديات ولاية قالمة يفوق عدد سكانها 8 آلاف نسمة حسب تعداد سنة 1998. تتالف من عدة قرى ومداشر نذكر منها وهي اكبرها قرية نوادرية (سيدي عيسى) ويجاورها قرية حجر طڨطاڨ، قرية البرايدية، رأس العين، مشتة الشارف، فيرمة الشيخ رابح، وموحشة كذلك ينتمي للبلدية قرية لمطاريح والمعيزلات.
استفادة البلدية مؤخرا من أكبر مشروع تجاري وهو سوق الجملة للخضر والفواكه ومحطة خدمات (نفطال)